# Jan Živný
Jan Živný (26. března 1946 Mělník – 20. ledna 2022 Praha) byl český restaurátor a malíř.

## Životopis
Jan Živný se narodil v roce 1946 v Mělníku, mezi lety 1961 a 1966 studoval na Střední odborné škole výtvarné v Praze a v roce 1966 byl přijat na Akademii výtvarných umění v Praze na obor malířství. Zprvu studoval u prof. Oplta, poté u prof. B. Slánského ve speciální škole malířské a restaurátorské. Součástí studia na AVU byl dvouletý pobyt v mistrovské restaurátorské škole u prof. dr. H. Kortana ve Vídni. Ve Vídni získal zkušenosti v oboru restaurování starých uměleckých tisků, který u nás nebyl vysokoškolsky zaveden. Pod vedením prof. O. Wächtera nabýval také zkušenosti v mezinárodním kolektivu restaurátorů, podílejícím se na záchraně florentských renesančních mědirytin a na restaurování malovaných tapet čínského salonu zámku Schönbrunn. V roce 1972 pokračoval ve studiu na AVU u prof. K. Veselého a nakonec studia dokončil u prof. Raimunda Ondráčka ve speciální škole malířské restaurátorské.
Po roce 1972 působil do roku 1976 jako asistent na AVU, zúčastnil se mnoha restaurátorských akcí v zahraničí – v Bulharsku na záchraně středověkého ikonostasu Bačkovského monastyru, ale i Česku – Liběchov, Salla Terrana J. Navrátila, fresky Františka A. Maulbertsche v Dyji u Znojma. Mezi lety 1989 a 1992 absolvoval postgraduální kurz Filozofické fakulty Univerzity Karlovy na katedře estetiky a dějin umění.
Po skončení studia na AVU v roce 1972 pracoval samostatně i v kolektivech umělců na restaurátorských pracích ve všech oborech volného umění i architektury. Věnoval se rovněž vlastní malířské tvorbě, zejména krajinomalbě a portrétu. Vystavoval kolektivně i samostatně. Byl členem ČFVU, Unie výtvarných umělců a Asociace restaurátorů.

## Rodina
Jan Živný byl ženatý, s manželkou Alenou měli dvě dcery.
Jeho mladší bratr Jiří Živný (* 1954) je sochař-restaurátor.

## Dílo

### Přednášková činnost
- Jako host přednášel ve Státním ústavu památkové péče Praha a na katedře dějin umění Filozofické fakulty Praha.

### Restaurátorské práce

#### Grafické listy, akvarely a malby na papíře
- 1972 – Kolekce grafik 17.-19. století, z Muzea hlavního města Prahy
- 1973 – Kolekce grafik (korunovační průvody), z Muzea hlavního města Prahy
- 1977 – Kolekce kreseb, grafik a akvarelů 19.–20. stol. ze sbírek Židovského muzea v Praze
- 1978 – Paraván s grafickými portréty, ze zámku Sychrov.
- 1979 – Soubor kolorovaných vedut na papíře 17.-18. století, pro agenturu Orbis.
- 1980 – Kolekce grafických listů a kreseb, z majetku Galerie umění v Jičíně.
- 1981 –
  - Rozměrná barokní grafika s námětem sv. Huberta, ze státního zámku v Kuksu.
  - Kolekce vedut a portrétů 16.-19. století, z majetku Chebského muzea v Chebu.
  - Soubor 52 rozměrných grafických listů 16.–18. stol., ze sbírek Středočeské galerie v Praze.
- 1984 – Kolekce grafických listů s loveckými náměty Johanna Eliase Ridingera, z majetku Galerie výtvarného umění v Chebu.
- 1985 – Albrecht Dürer, Portrét staršího muže (1490-1494), perokresba ze sbírek Zámecké obrazárny v Kroměříži. Renesanční kresby z téže sbírky.
- 1986 – Kvaše na papíru, italské veduty a miniatury, z fondů státního zámku Kozel.
- 1987 –
  - Kolekce grafik autorů 20. století, ze sbírek Galerie umění v Ostrově nad Ohří.
  - Emil Filla - Písně, malby na papíře, z fondů Galerie Benedikta Rejta v Lounech.
- 1988 – Kolekce grafik s tematikou Prahy, z Muzea hlavního města Prahy.
- 1989, 1991 – Kolekce grafik, z Muzea poštovní známky v Praze.
- 1993 – Kolekce barokních map, soukromá sbírka.
- 1993 – Emil Filla, koláž "Zátiší s dýmkou", soukromá sbírka.
- 1994 – Lavírovaná kresba velkých rozměrů, "Pohled na Prahu", z období raného baroka, Muzeum hl. m. Prahy.
- 1995 – Restaurování závěsných obrazů na papíře, Vojenský lázeňský ústav, Františkovy Lázně.
- 1996 –
  - Restaurování 7 ks kreseb (návrhy nástěnné malby) - Josefa Mánesa, Muzeum hl.m. Prahy
  - Restaurování kreseb, grafik a malířských technik na papíře Antonína Pucherny, Langweilova modelu Prahy, Michaela Rentze, Františka Sandmanna, aj., Muzeum hl. m. Prahy
  - Restaurování velkých souborů grafik, kvašové kresby a pergamenu (SZ Náchod, SZ Ratibořice, SZ Maršov, SZ Slatiňany) - Národní památkový ústav Pardubice
  - Restaurování grafického listu, lept, "Hlava kočky" - Václav Hollar, Galerie umění Karlovy Vary
  - Restaurování židovské "Tóry" - 21 metrů dlouhý pergamenový svitek, Národopisné muzeum Plzeňska
- 1997 –
  - Restaurování souboru 2 ks kreseb a 5 ks kresebných kartonů - Josef Mánes, Muzeum hl. m. Prahy
  - Restaurování 4 ks poškozených lunet (návrhy pro "Obecní dům" k soutěži r. 1908), Muzeum hl. m. Prahy
- 1998 – Restaurování plakátu Alfonse Muchy: "Kšaft umírající matky", Muzeum a galerie v Prostějově
- 1999 –
  - Restaurování kreseb a kartonů Josefa Mánesa, Muzeum hl. m. Prahy
  - Restaurování gotických malovaných karet z archeologického výzkumu v Olomouci, Národní památkový ústav Olomouc
- 2000 –
  - Restaurování výtvarných děl na papíře – Jan Preisler: Diana; Josef Šíma: Marseille
  - Jan Zrzavý: Dáma v závoji. Galerie umění Karlovy Vary
- 2001 – Restaurování kresby s regionální tematikou pro Severočeské muzeum Liberec
- 2002 – Restaurování výtvarného díla na papíře – Ronek: Lokomotiva, soukromá sbírka.
- 2004 –
  - Restaurování rozsáhlé kolekce grafických listů význačných autorů 19. a 20. stol. Galerie umění Karlovy Vary
  - Restaurování tří grafických listů na papíře, které jsou zarámovány tak, že vytvářejí z různých pohledů tři obrazy sestavené z tří litografických listů, soukromá sbírka.
  - Restaurování čínského svitkového obrazu na papíře – kombinovaná technika - Portrét muže, soukromá sbírka
- 2005 –
  - Restaurování výtvarného díla na papíře – Peter König, Lichtreif und Raumzeit, soukromá sbírka.
  - Restaurování výtvarného díla na papíře, kombinovaná technika od Kosefa Istlera, soukromá sbírka
  - Restaurování výtvarného díla na papíře – Julia Mařáka, soukromá sbírka.
  - Restaurování velkého akvarelu Antonína Mánesa soukromá sbírka
- 2006 – Restaurování drobných děl na papíře různých autorů, soukromá sbírka Praha
- 2007 – Restaurování oválných pastelů na pergamenu, portréty z 19. století ze sbírek Městského muzea ve Františkových Lázních
- 2008 – Restaurování kresby perem autora Josefa Šímy z roku 1926, soukromá sbírka Praha

#### Závěsné obrazy
- 1972 – V baroku malované železné dveře s kopiemi mnohdy již neexistujících deskových obrazů gotických madon, z Hodkovic nad Mohelkou.
- 1973 – František Ženíšek, Portrét ženy, olej na plátně, ze soukromého majetku.
- 1974 – Kolekce obrazů 20. století, z majetku Galerie hlavního města Prahy.
- 1976 – Barokní oltářní obrazy, ze Slabců u Rakovníka.
- 1983 – Kolekce obrazů 17.a 19. století, ze sbírek Chebského muzea v Chebu.
- 1985 –
  - Soubor 17 obrazů 18.-19. století, z fondů Městského muzea v Aši.
  - Obrazy autorů 20. století, z fondů Galerie výtvarného umění v Chebu.
  - Obrazy Antonína Chittussiho a Rudolfa Kremličky, ze sbírek Severočeské galerie v Litoměřicích.
- 1986 –
  - Christoph Paudiss (1618-1666), Spící lovec, olej na plátně, ze Zámecké obrazárny v Kroměříži.
  - Kolekce obrazů barokních autorů, ze sbírek Chebského muzea v Chebu.
- 1988 – Kolekce kubistických autorů, ze soukromé sbírky.
- 1990 – Barokní obraz velkých rozměrů - Rossi, ze soukromé sbírky.
- 1991 –
  - Pražské veduty z 19. stol., z Muzea hlavního města Prahy.
  - Jan Zrzavý, Václav Špála, Luděk Marold, Antonín Slavíček, V. Hynais, vše ze soukromé sbírky
- 1991-1993 – Závěsné obrazy velkých rozměrů, ze zámku Budeničky.
- 1992 – Kolekce vzácných obrazů se vztahem k Praze, Muzeum hl. m. Prahy.
- 1993 – Karel Holan, kolekce obrazů k výstavě K. Holana, Muzeum hl. m. Prahy.
- 1994 – Kolekce obrazů - Praha 2. pol. 19. stol., Muzeum hl.m. Prahy.
- 1995 –
  - Restaurování 3 ks závěsných obrazů, Muzeum Děčín.
  - Restaurování závěsných obrazů, Muzeum hl.m. Prahy.
  - Restaurování kolekce závěsných obrazů, Komerční banka, Havlíčkova ul., Praha.
  - Restaurování kolekce závěsných obrazů, Muzeum Děčín.
  - Restaurování a instalace obrovské kolekce závěsných obrazů, GH PUPP, Karlovy Vary.
  - Restaurování kolekce barokních obrazů - portréty šlechticů, Muzeum Děčín.
- 1996 – Restaurování velké kolekce obrazů moderního umění, SGVU Cheb
- 1997 –
  - Restaurování závěsného obrazu - Toyen: "Doupě", SGVU Cheb
  - Restaurování souboru 13 ks závěsných obrazů, SGVU Cheb
- 1998 –
  - Restaurování závěsného obrazu - Orlik: "Medine El Fajum", soukromá sbírka
  - Restaurování závěsného obrazu "Pohled na Smíchov", Muzeum hlavního města Prahy
  - Restaurování, drobné opravy na obrazech v Zrcadlové kapli, Národní knihovna, Klementinum, Praha
- 1999 – Restaurování závěsných obrazů kolekce z interiérů, Národní knihovna, Klementinum.
- 2000 –
  - Restaurování korouhví – cech kožešnický, cech kotlářský, olej na plátně. Muzeum hl. m. Prahy
  - Restaurování dvou barokních portrétů – Portrét šlechtice, Portrét dámy. Město Chomutov
  - Provedení kopie Komárkova obrazu. Muzeum hl. m. Prahy
  - Restaurování barokního obrazu sv. Jeroným. Mobiliář kostela sv. Šimona a Judy v Mojžíři
- 2001 – Restaurování kolekce barokních obrazů větších i menších rozměrů na výstavu Barokní Čechie, Muzeum hl. m. Prahy
- 2003 –
  - Restaurování závěsného obrazu, Otakar Nejedlý, Jezerní krajina, olej na plátně
  - Restaurování kolekce pěti obrazů, 19. - 20. stol., olej na plátně, soukromá sbírka
  - Restaurování závěsného obrazu: V. Rychlík, Lesní krajina s jezerem, olej na plátně. soukromá sbírka
  - Restaurování závěsného obrazu - olej na plátně s barokizujícím figurálním motivem, soukromá sbírka
  - Restaurování závěsného obrazu Výjev: vodní soutěska s mostem v pozadí (alpská krajina), olej na kartonu, Pippenhagen, soukromá sbírka
- 2004 –
  - Restaurování krajinomalby, olej na plátně, Vlastimil Beneš, 1956, soukromá sbírka
  - Restaurování čtyř moderních abstraktních obrazů, olej na plátně, Hotel Intercontinental
- 2005 –
  - Restaurování obrazu A. Hnátek, Mořský příboj, olej na plátně, soukromá sbírka
  - Restaurování kolekce tří barokních obrazů, olej na plátně, SZ Lemberk
  - Restaurování obrazu 19. stol., olej na plátně, SZ Lemberk
- 2006 – Restaurování několika obrazů ze soukromých sbírek a opět ze sbírek státního zámku Lemberk, jednalo se o tři barokní tonda
- 2007 – Restaurování děl ze sbírek soukromých majitelů, mezi nimiž byl i rozměrný, raně barokní obraz Máří Magdaleny; restaurování kolekce rozměrných obrazů z 19. století ze sbírek města Karlovy Vary a kolekce obrazů ze sbírek Městského muzea ve Františkových lázních, restaurování dvou rozměrných pláten ze sbírek státního zámku Frýdlant
- 2008 – Restaurování rozměrných barokních pláten ze sbírek zámku Hrubý Rohozec a několika drobných prací ze sbírek soukromých majitelů

#### Významné celky nástěnných maleb
- 1976 – Polychromované barokní plastiky ze Slabců u Rakovníka.
- 1979 – Vstupní část chebského muzea s polychromovanou štukovou výzdobou, ve spolupráci s Petrem Sieglem a Jiřím Živným.
- 1980 – Náhrobky na nádvoří chebského muzea, Chebské muzeum v Chebu.
- 1981 –
  - Erby, zlacený a polychromovaný štuk, Chebské muzeum v Chebu.
  - Sochy na schodišti z Kasárenského náměstí v Chebu, ve spolupráci s Jiřím Živným.
- 1983 – Renesanční polychromovaná plastika sv. Šebestiána, z fondu Městského muzea ve Františkových Lázních.
- 1984-1986 – Městské kašny v Chebu, Cheb, ve spolupráci s Jiřím Živným.
- 1986 –
  - Kamenné plastiky na Karlově mostě v Praze, Ferdinand Maxmilián Brokof: Trinitáři, František Xaverský, sv.Václav, ve spolupráci s Jiřím Živným, Janem Víchem a Lenkou Beranovou.
  - 15 gotických plastik, část polychromií, stálá sbírka Galerie výtvarného umění v Chebu.
- 1987 – Kašna se sv. Mikulášem, Cheb, ve spolupráci s Jiřím Živným.
- 1991 – Sv. Ivo - Ferdinand Maxmilián Brokof, z Lapidária Praha, spolupráce s J. Živným.
- 1992 – Fontána, štuková výzdoba v Růžencové kapli, Neposkvrněné Početí Panny Marie, Olomouc, ve spolupráci s akademickým sochařem Jar. Kerelem a akademickým sochařem K. Krátkým.
- 1992 – Restaurování kamenných gotických erbů, renesanční kamenné loggie, kamenného gotického arkýře, radnice, náměstí Olomouc, spol. s ak. soch. rest. J.Kerelem, a ak. soch. rest. K. Krátkým.
- 1993 – Restaurování barokní dřevěné polychromované plastiky biskupa, Muzeum Liberec
- 1994 –
  - Restaurátorské ošetření kolekce gotických plastik - SGVU Cheb.
  - Restaurování barokní dřevěné polychromované plastiky, busta Biskupa, Muzeum Liberec.
  - Restaurátorský průzkum gotické dřevěné polychromované plastiky, sv. Vavřinec, Farní úřad Mojžíř a následné restaurování.
  - Restaurování barokní dřevěné polychromované plastiky, sv. Jan Nepomucký, Muzeum Žamberk.
- 1995 –
  - Restaurování barokních dřevěných polychromovaných plastik, sv. Václav, sv. Vojtěch, Muzeum Žamberk.
  - Restaurování 3 ks dřevěných polychromovaných plastik, Kristus sedící - přechod gotiky do renesance, Kristus ležící - italská renesance, Kristus na hoře Olivetské - počátek baroka, Muzeum Liberec.
  - Restaurování gotické dřevěné polychromované plastiky - Bolestný Kristus z Novoměstské radnice Týnský mistr, Muzeum hl.m.Prahy.
  - Restaurování gotické dřevěné polychrom. plastiky - Kristus na kříži z kostela sv. Jakuba, Týnský mistr, Muzeum hl.m.Prahy.
  - Restaurátorský průzkum gotické dřevěné polychromované plastiky "Madona s dítětem", SGVU Cheb, s určením autorství, orientací se hlásí ke Švábské produkci, paralely lze hledat v dílech Mutschera a Jakoba Kaschauera, pol. 15. století.
- 1996 –
  - Restaurování barokní dřevěné polychromované plastiky, sv. Ludmila, Muzeum hl.m. Prahy.
  - Restaurování raně gotické dřevěné plastiky "Mnich", SGVU Cheb
  - Restaurování barokní dřevěné polychromované plastiky "Sv. Jan Nepomucký", Muzeum hl.m.Prahy
  - Restaurování barokní dřevěné polychromované plastiky "Sv. Vít", Muzeum Žamberk
  - Restaurování kamenného městského znaku - erbu - s rekonstrukcemi polychromií, Louny, spolupráce s ak. soch. rest. Jaroslavem Kerelem, ak. soch. rest. Karlem Krátkým
  - Restaurování barokní dřevěné polychromované plastiky "Sv. Jáchym", Severočeské muzeum Liberec
- 1996-1997 – Restaurátorský průzkum pozdně gotické "Žatecké brány", s výtvarnými návrhy na znovuobnovení fasády, následné restaurování a částečné rekonstrukce, "Žatecká brána", Louny, spolupráce s ak. soch. rest. Jaroslavem Kerelem a ak. soch. rest. Karlem Krátkým
- 1997 – Restaurování barokního dřevěného polychromovaného sousoší "Svatá Anny s pannou Marií", Severočeské muzeum Liberec
- 1998 –
  - Restaurování dřevěné polychromované plastiky "Archanděla Rafaela", Muzeum hl. m. Prahy
  - Restaurování dřevěné polychromované gotické plastiky "Madona s dítětem", SGVU Cheb
  - Restaurování dřevěné polychromované plastiky "Bolestná Panna Maria", SGVU Cheb
  - Restaurování dřevěné polychromované plastiky "Svatá Anna Samatřetí", Okresní muzeum Chomutov
  - Restaurování dřevěné polychromované gotické plastiky "Bolestná madona", Okresní muzeum Chomutov
  - Restaurování dřevěné polychromované gotické plastiky "Madona s dítětem", Okresní muzeum Chomutov
  - Restaurování dřevěné polychromované gotické plastiky "Kristovo příbuzenstvo", Okr. muzeum Chomutov
  - Restaurování dřevěné polychromované, zlacené plastiky "Svaté Anny Samétřetí", Farní úřad Mojžíř
  - Restaurát. průzkum dřevěné polychromované gotické plastiky "Svaté Anny Samétřetí", soukromá sbírka
  - Restaurování umělecko-řemeslných prvků na fasádě - západní strana kostela Matky Boží, Louny, spolupráce s ak. sochařem Jaroslavem Kerelem
- 1999 –
  - Restaurování gotické dřevěné polychromované plastiky Madony z Květnova, 2. pol. 15. stol., Jirkov
  - Restaurování barokní dřevěné polychromované plastiky Panny Marie. Severočeské muzeum Liberec
  - Restaurování barokní dřevěné polychromované plastiky sv. Jana Evangelisty. Severočeské muzeum Liberec
- 2000 –
  - Restaurování barokní dřevěné polychromované plastiky sv. Mikuláše. Černá
  - Restaurování barokních polychromovaných soch Láska a Moudrost s nikami v předsálí slavnostního sálu vojenské nemocnice Hradisko. Olomouc – spolupráce s ak. soch. Jaroslavem Kerelem
  - Restaurování pozdně gotické dřevěné polychromované plastiky sv. Šebestiána. Okr. muzeum Chomutov
  - Restaurování gotické dřevěné polychromované plastiky Madony. Farní úřad Mojžíš
  - Restaurování barokní polychromované zlacené skupinové plastiky sv. Rodina. Severočeské muzeum Liberec
- 2001 –
  - Restaurování polychromií na kamenných reliéfech 14 zastavení Křížové cesty a soch Krista a Panny Marie Immaculaty s baldachýnem. Jiřetín pod Jedlovou – ve spolupráci s ak. mal. Z. Čechovským
  - Restaurování polychromií (monochromií) na sochách Spravedlnost, Naděje, Statečnost, Víra - v předsálí slavnostního sálu vojenské nemocnice Hradisko. Olomouc
  - Restaurování dvou dřevěných polychromovaných plastik sv. Floriána a sv. Gorazda. Severočeské muzeum Liberec
  - Restaurování kolekce barokních dřevěných polychromovaných plastik, Okresní muzeum Vysoké Mýto
  - Restaurování soudobé kovové plastiky ze soukromé sbírky v Rakousku
  - 2007 – Restaurování dřevěné barokní mísy a barokní sošky andílka z majetku Magistrátu hl. m. Prahy zcela zničených po nehodě při instalaci výstavy

### Samostatné výstavy
- 1981 - Františkovy Lázně (obrazy)
- 1982 - Příbram (obrazy)
- 1984 - Čerčany (obrazy)
- 1986 - zámek Jirny (obrazy)
- 1987 - Cheb (restaurátorská tvorba)

### Účast na výstavách
- 1975 - Praha
- 1980 - Praha
- 1981 - Praha, Mladá Boleslav
- 1982 - Mladá Boleslav
- 1983 - Praha, Františkovy Lázně, Sedlčany
- 1985 - Ústí nad Labem, Praha, Mladá Boleslav
- 1986 - Mladá Boleslav, Sedlčany
- 1987 - Praha
- 1988 - Praha
- 1989 - Praha

## Zahraniční výstavy
- 1969 – Vídeň
- 1970 – Paříž
- 1983 – Postupim, Barcelona
- 1985 – Paříž